# Атлетика у Србији
Атлетска такмичења у Београду помињу се 1865. приликом обележавања педесетогодишњице Другог српског устанка, али је извесно да је било више и чешће надметања у народном стилу:бацање камена с рамена, скок удаљ без залета (из места) и сл. нарочито на вашарима и прославама.

## Атлетика у Србији до Првог светског рата
У данашњем смислу атлетска такмичења, су се јавила око прве деценије 20. века под утицајем младих који су се школовани у иностранству (нпр: Милета Недић у Швајцарској, Петар Радојловић у Немачкој итд). С друге стране поново оживљава интересовање за спорт, па тиме и атлетику, међу младим официрима. Међу првим атлетским приредбама које су они организовали, налази се атлетска трка одржана 1906. на релацији Ваљево—Јовање у којој је учествовало двадесет подофицира, официра и десетак цивила.
Прву атлетску секцију основало је Гимнастичко друштво Душан Силни 1908. године. Хроничари су забележили да је у Србији 2. јуна 1908. у београдском Кошутњаку одржано прво такмичење на стази од 3.000 метара, у организацији Душана Силног, приликом новинарског конгреса исте године. Победио је књижар Александар Поповић, други је био Момчило Вељовић, а трећи Светислав Ђорђевић.
За даљи развој атлетике и спорта уопште у Србији, било је значајно оснивање Српског олимпијском клуба 14. фебруара 1910. године. Иницијатори су су били официри који су се претежно школовали у иностранству и они су сачињавали прву управу. Временом су у њу ушли и истакнути спортисти, цивили, као др Ђорђе Нешић, инж. Милош Радојловић, др Јеврем Пантелић и др.
Клуб је имао подружнице у многим местима Србије. Међу многим приредбама које је организовао била је „велика пешачка трка“ на стази Обреновац—Београд (34 км) приређена 2. маја 1910. На старту у Обреновцу се окупило 97 тркача, а на циљ је стигло 27. Најбољи је био књижар Александар Поповић, други Љубомир Урошевић, а рећи Душан Милојковић.
Од свега што је учинио у корист српског спорта најзначајније је било што је Српски олимпијски клуб (од 1912. комитет), који је у Душану Силном наилазио на велику опозицију, организовао прво учешће српских спортиста на Летњим олимпијским играма 1912. у Стокхолму.
Том приликом Српски олимпијски комитет 4. маја 1912. примљен је за члана Међународног олимпијског комитета (МОК), када почиње српска олимпијска историја. Да би извршио избор учесника, Комитет је 20. маја 1912. организовао у Кошутњаку квалификације у спринтерској дисциплини 100 метара уз учешће већег броја атлетичара. Трчало се на ливади, где је стаза била ограђена конопцима. Победио је члан Душана Силног и бивши фудбалер београдског БСК-а Душан Милошевић, који је стазу прешао за 12 секунди.
Изборна трка за маратонску трку приређена је 27. маја на стази Обреновац — Кошутњак (33 км и 994 м), па је због нешто краће стазе у Кошутњаку трчано неколико кругова.
Победио је редов XVIII. пука Драгутин Томашевић, родом из Бистрица код Петровца на Млави у времену 2 сата и 52 минута.
Уз помоћ владе Душан Милошевић и Драгутин Томашевић су учествовали на 5. летњим олимпијским играма у Стокхолму. Милошевић је у 23. јуна 1912. у квалификацијама трке на 100 метара у осмој групи је стигао трећи и био елиминисан из даљег такмичења. Томашевић је 1. јула наступио у маратону и од 62 такмичара заузео 37 место. Овај неуспех српских атлетичара имао је веома неповољан одјек у јавности и неповољно се одразио на даљи развој атлетике.

### Занимљивости из овог периода
— Шест година пре одржавања Игара у Стокхолму 1912. на Олимпијским међуиграма 1906. одржаним у Атини поводом обележавања десетогодишњице првих Летњих игара модерног доба 1896. учествовао је као представник мађарске атлетичар са простора данашње Србије из Суботице Ђура Стантић. Такмичио се у ходању на 3.000 метара и освојио прво место. Дан пре тога Стантић је на истој стази заузео треће место, али је трка поништена пошто су двојица учесника већи до стазе трчали. Стантић је био очајан и утеху је потражио у кафани. Тренер Матковић га је тешком муком пронашао и саопштио одлуку организатора да повуку одлука о поништавању и одржи нова трка. У поновљеној трци Стантић је победио. Годину дана раније у Берлину, Стантић је освојио прво место у ходању на 75 километара у времену 8 часова, 45 минута и 24 секунде.
— Да је и обезбедио пласман у следећи круг Душан Милошевић, не би био способан да се такмичи, јер је имао болове у стомаку и пренесен је у болницу у Стокхолму где је после лекарских испитивања у његовом телу пронађен арсен, што указује да је био трован. У болници, Милошевић је провео неколико седмица, где га је посетио и председник Олимпијског комитета Пјер де Кубертен. Шведска полиција је започела истрагу о томе како је српски атлетичар био отрован, али се то никада није дознало. По повратку у Србију, Милошевић је напустио атлетику и посветио се игрању фудбала за БСК.
— Резултат Драгана Томашевића је тешко проверљив.
Унесени резултат у горњем тексту је из Енциклопедије физичке културе ЈЛЗ Загреб 1975. године.
Олимпијски комитет Србије нема резултат.
Атлетски савез Србије говори о учешћу, а нема резултат
Енглеска википедија каже да није завршио трку.

— У званичној презентацији Олимпијских игара 1912. од стрне МОК-а на 557 страни и на енглеској и холандској википедији стоји да је на играма за маратон био пријављен и Живко Настић али да није дошао на старт. У српским и југословенским документима нема таквог податка. На сајту стоји да је Живко Настић сељак из Жаркова, био другопласирани у квалификацијама за маратонски трку и да је био предвиђен за пут на олимпијске игре. Пред сам полазак избрисан је са списка путника јер га краљ Петар I Карађорђевић није пустио да иде пошто „ као сељак не би могао да се снађе и на прави начин репрезентује Србију“

## Атлетика у Србији између два светска рата
После Првог светског рата атлетска активност је била најразвијенија у припојеној територији Војводини, а посебно у Великом Бечкереку, где је 10. априла 1921. основан први регионални савез. Атлетика је на тим просторима била обавезни предмет у школама, што је утицало да су се ђаци одмалена бавили атлетиком. Трчања су била најпопуларнија, па су организована многа такмичења по улицама и међуградска такмичења, а остварени и први међународни успеси. Прво такмичење после Првог светског рата одржано је 12. јула 1919. у Великом Бечкереку.
Атлетика је у Београду имала слабе услове за развој. Међу првима је посебну атлетску секцију основало СД Југославија (августа 1920), а затим БСК и БАСК, који су имали своје стадионе. У тој години одржано је у Загребу прво првенство Југославије и почели су да се воде државни рекорди. На првенству су биле и неке дисциплине којих данас нема у олимпијском програму (скок удаљ без залета, скок увис без залета, бацање кугле са обе руке и др). Примат су имали клубови из Хрватске. У Великом Бечкереку на такмичењу у октобру 1920. оборено шест државних рекорда.
У периоду 1920—1925. године било је око 20 атлетских организација. Међу првим евидентираним организацијама су били: Обилић, Викторија и Железничарски СК из Великог Бечкерека, Југославија, БСК и БАСК из Београда, Бачка из Суботице, Аматер, ССУ, Соко из Сомбора, Војводина, Јуда Макаби, НТК, НАК, из Новог Сада и др.
У Загребу је 21. септембра 1921. је основан Југословенски лакоатлетски савез, чији је први председник био др Вељко Угринић. Исте године је као огранак тог савеза у Београду је основан Београдски атлетски подсавез.
До 1925. године Београд и Велики Бечкерек су били највећи и најјачи атлетски центри. Те године на првенству државе у Великом Бечкереку учествовало је 17 клубова из Војводине, Београда, Хрватске и Словеније са 211 такмичари 66 такмичарки. Најуспешнији су били домаћи атлетичари Обилића.
Првог тренера у Србији је обезбедио БСК, а на атлетским такмичењима углавном су учествовали фудбалери, којима је то био допунски спорт (Јован Ружић, Богољуб Симоновић и др) од којих су неки били и државни прваци и рекордери (Светозар Кика Поповић фудбалер БСК-а).
Прво међународно такмичење одржано је у Београду када је побеђена Румунија резултатом 46:42. Први женски рекорди су признати 1923.. Прво екипно првенство Југославије је одржано у 1930.
Бржи и успешнији развој атлетике постигнут је измештањем стадиона БСК-а и Југославије из центра Београда на Топчидерско брдо, (27. априла 1927. Југославија и 29. маја 1929 БСК) који су имали изграђене прописане атлетске стазе и борилишта, као и доласком неких стручњака и такмичара који су пренели искуства из иностранства (вишеструки рекордер Алекса Спасић, маратонац Димитрије Стефановић). Знатно више успеха имала је београдска атлетика појавом Николе Клеута, Драгоша Стефановића, Јована Микића Спартака, Стевана Миоковића, Драгутина Лазаревића Цакана, Фердинанда Новаковића и још неких који су били државни и балкански прваци, рекордери и стални чланови репрезентације.
Прво екипно првенство Југославије је одржано у 1930.
Године 1934. при СД Југославији је основана прва женска атлетска секција, у којој се истицала државна рекордерка у бацању копља Јелица Станојевић
Поред бројних такмичења по градовима и првенствених приредби одржавају се и нека међународна такмичења са Пољском и Чехословачком, а најбољи појединци учествују на Балканским играма 1936. на Летњим олимпијским играма одржаним у Берлину.
На убрзани развитак атлетике имала је организација Балканских игара 1938. То је била највећа спортска приредба коју је у овом периоду одржана у Београду. Ту су београдски спринтери Александар Стефановић и Фердинанд Клинг били победници у тркама на 100 и 200 метара и у штафети 4 х 100 метара са Александром Радоњићем и Јеротијем Јовановићем. Београд је у 1938. години имао најбрже атлетичаре у Југославији и на Балкану.
До 1941. године атлетика је у Београду, неким местима Војводине, затим у Нишу, Шапцу, Пожаревцу и Крагујевцу постала и најпопуларнији спорт школске омладине. Одржана су бројна средњошколска такмичења „Мале Олимпијаде“ у Новом Саду, Суботици, Београду и другим местима.
Међу атлетским радницима истицали су се Лаза Јовановић, Љуба Симић, Владимир Шиповски. Бора Петровић, а посебно некадашњи свестрани вишеструки рекордер у скоковима и бацањима Алекса Спахић. У овом периоду београдски атлетичари су оборили 27 југословенских атлетских рекорда.
Политичке прилике и ситуација у земљи одразиле су се и на стање у спорту. Атлетски савез Југославије је распуштен, престају спортске активности, а многи атлетичари одлазе и борбене редове за одбрану земље.
Међу бројним спортистима, учесницима НОБ-а, били су атлетски репрезентативци, прваци и рекордери Драгутин Лазаревић — Цакан и Јован Микић Спартак, који су тамо и погинули.